# Giacomo Nizzolo

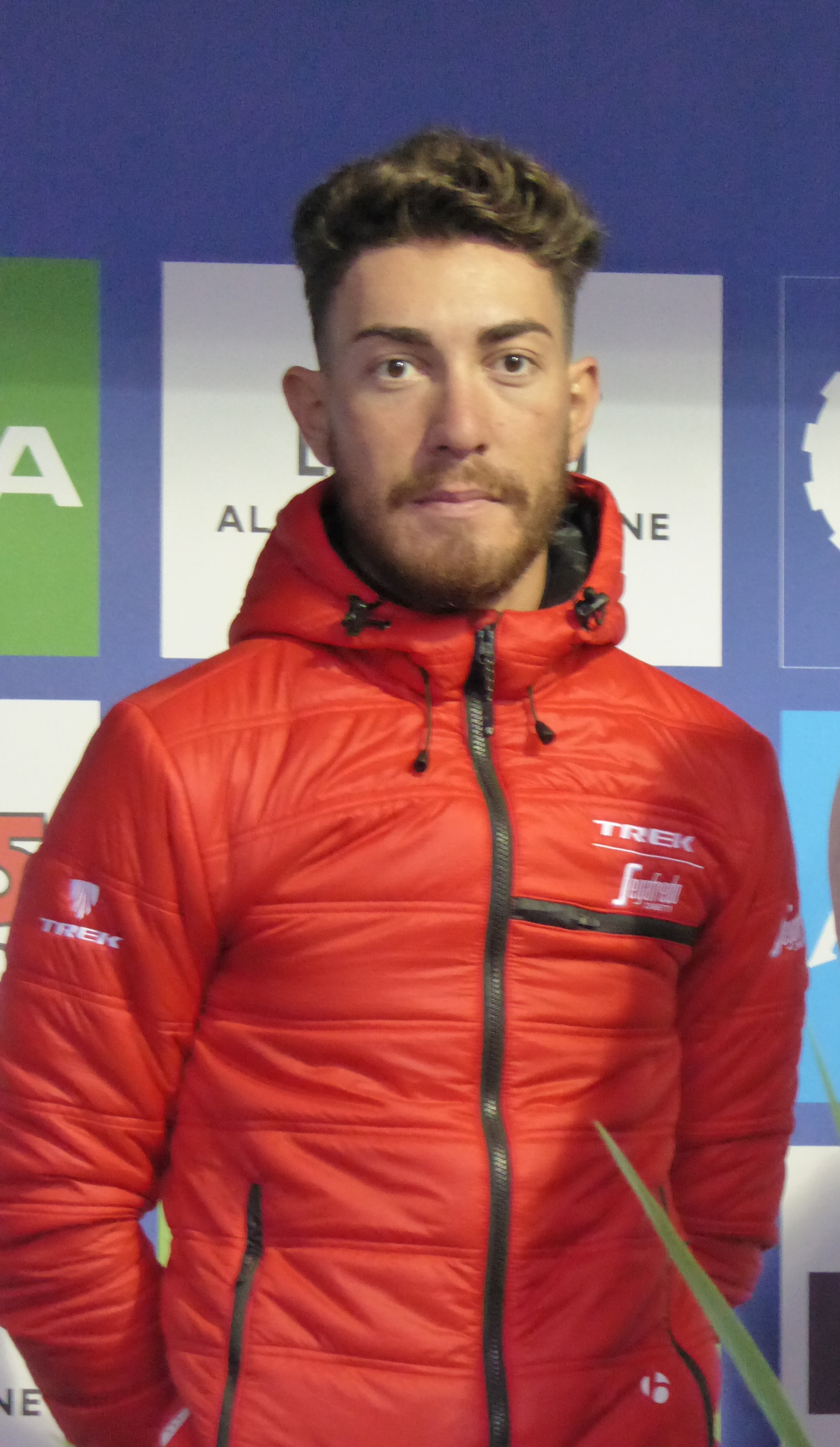
Giacomo Nizzolo (2016)

Giacomo Nizzolo é um ciclista profissional italiano, nascido a 30 de janeiro de 1989, em Milão, em Lombardia.

Estreia como profissional com a equipa Leopard Trek em 2011 no que ainda continua, agora como Trek Factory Racing. Destaca-se como sprinter.

## Palmarés
2011
- 1 etapa da Volta a Baviera

2012
- Tour de Valonia, mais 1 etapa
- 1 etapa do Eneco Tour
- 1 etapa do Tour de Poitou-Charentes

2013
- 2 etapas do Tour de Luxemburgo

2014
- 1 etapa do Tour de San Luis
- 1 etapa do Tour de Valonia

2015
- Grande Prêmio Nobili Rubinetterie-Coppa Papà Carlo-Coppa Città dei Stresa
- Clasificação Regularidade Giro d'Italia

## Equipas
- Leopard/Radioshack/Trek (2011-2015)
  - Leopard-Trek (2011)
  - Radioshack-Nissan (2012)
  - Radioshack Leopard (2013)
  - Trek Factory Racing (2014-2015)